# Spencer (Massachusetts)
Spencer is een plaats (town) in de Amerikaanse staat Massachusetts. Het ligt in Worcester County en telt 11.688 inwoners (2010). 
Ten noorden van het stadscentrum van Spencer en ten westen van Worcester, de nabijgelegen grote stad, ligt de kleine vlieghaven Spencer Airport. Verder is er de St. Joseph's Abbey, een trappistenklooster, en het Spencer State Forest, een 391 hectare groot bosreservaat.

## Geografie
Volgens het United States Census Bureau omvat Spencer een nagenoeg rechthoekig grondgebied van 88 km², waarvan 3,52% water is. (In tegenstelling tot de rest van de VS, wordt het volledige grondgebied van een staat in New England bedekt door een lappendeken van gemeentes. County's zijn hierdoor van minder belang in Massachusetts.) Spencer grenst aan de towns Leicester in het oosten, Charlton in het zuiden, East Brookfield en North Brookfield in het westen, New Braintree in het noordwesten en Paxton in het noordoosten. Spencer wordt grofweg in vier gedeeld door Massachusetts Route 31 en Route 9. Route 49 verbindt het westen van Spencer met Sturbridge in het zuidwesten.

## Geboren
- Nathan Cobb (1859-1932), grondlegger van de nematologie in de VS
- Elias Howe (1819-1867), uitvinder